# Cerro Batoví
Cerro Batoví je brdo u Urugvaju s najvišim vrhom od 224 metra. Smješteno je u najvećem urugvajskom departmanu, Tacuarembu, 25 kilometara jugozapadno od središta departmana.
Naziv brda dolazi iz Guarani jezika, a u prijevodu znači "ženske dojke". Zbog kulturno-povijesne važnosti za ovaj kraj, brdo se od 1960. godine nalazi na grbu i pečatu departmana Tacuaremba, kao prirodni i kulturno-povijesni motiv.
Brdo je dio gorskog lanca Cuchilla de Haedo, a vrhove brda u tom gorskom lancu karakteriziraju oštri (špičasti) vrhovi. Okruženo je niskim livadama i šumarcima, ali kako je dio gorskog lanca ne ističe se toliko krajoliku.
Stijene koje izgrađuju brdo uglavnom su vulkanske (eruptivne), a prema geološkoj starosti potječu iz prekambrija. Dokazi za tu starost su fosili biljaka i životinja čija geološka starost iznosi oko 200 milijuna godina. Tim su ti fosili jedni od najstarijih pronađenih na području Južne Amerike. Jedan od glavnih uzroka nastajanja brda je erozija koja je uzrokovala tečenje zemljišta (geosoliflukciju).